# Periegops
Periegops es un género de arañas, el único género de la familia Periegopidae, con tres especies descritas. Periegops había sido considerado durante mucho tiempo como miembro de Sicariidae o Segestriidae hasta que Raymond Forster los elevó al nivel de familia en 1995.
Periegops sólo tiene seis ojos, a diferencia de la mayoría de las arañas, que tienen ocho. Los adultos P. suteri tienen una longitud de unos 8 mm.

## Especie
Periegops Simon, 1893
- Periegops australia Forster, 1995 - Australia (Queensland)
- Periegops keani Vink, Dupérré & Malumbres-Olarte, 2013 - Nueva Zelanda (Islas del Norte)[1]
- Periegops suteri (Urquhart, 1892) - Nueva Zelanda (Isla Sur)